# Tresali
Tresali es una parroquia del concejo asturiano de Nava, perteneciente a la Comarca de la Sidra. Tiene una población de 274 habitantes.

## Pueblos
- Tresali (Capital): Se accede a él por la carretera local de 1.º orden AS-335, está situado a 263 metros de altitud, tiene una población de 80 habitantes. Sus coordenadas son 43.3609, -5.4748
- La Cabaña: Es una casería, con 270 metros de altitud y una población de 22 habitantes
- Los Campones: Es una casería, con 261 metros de altitud y 24 habitantes
- La Corva:Está a una altitud de 250 metros y tiene una población de 23 habitantes
- El Empalme: Tiene una población de 18 habitantes
- La Maera: Es una casería, está a una altitud de 237 metros y tiene 2 habitantes
- Monga:Es una aldea de 41 habitantes
- La Vega: Tiene una altitud de 340 metros y una población de 9 habitantes
- La Billortera: Tiene una población de 15 habitantes
- El Cabañón: Tiene una población de 30 habitantes

## Edificios ilustres
Iglesia de San José: Data del siglo XVII. Edificada sobre el solar de una capilla, fue mandada construir por el entonces cura de la parroquia vecina.